# Tony de Peltrie
Tony de Peltrie ist ein kanadischer Computeranimationsfilm aus dem Jahr 1985. Der Kurzfilm zeigt den ersten mit Computern animierten menschlichen Charakter, bei welchem Emotionen durch Mimik und Gestik dargestellt und so die Gefühle der Betrachter angesprochen wurden. Der Film wurde ab 1982 an der französischsprachigen Universität Montreal produziert. Die vier Mitglieder des Teams, Pierre Lachapelle (auch Produktion), Philippe Bergeron, Pierre Robidoux und Daniel Langlois, werden gleichberechtigt als Regisseure genannt.

## Handlung
Philippe Bergeron beschrieb die Character animation mit den Worten: „(…) Tony de Peltrie, about a piano player who is recollecting his glory days (…) Tony is not all that life-like in appearance, but the animation is so realistic that by the end of the short, you are really feeling for him.“
„(…) Tony de Peltrie ist ein Pianist, der sich an seine glorreichen Tage erinnert (…) Tony ist gar nicht so lebensecht im Aussehen, aber die Animation ist so realistisch, dass Sie am Ende der kurzen Story wirklich Mitgefühle für ihn haben.“
Der Film porträtiert die letzten Momente seiner Karriere aus der Sicht des Pianisten. Nun alleingelassen und nostalgisch träumend lässt Tony in seiner ihm eigenen Art die Vergangenheit wieder aufleben, bevor er sich auflöst. Von Melancholie über freudige Erinnerung bis zum traurigen Ende reicht die Palette seiner Gefühle.

## Produktion
Die vier Co-Direktoren waren junge Programmierer und erstellten die Computeranimation in Eigenregie. Daniel Langlois hatte eine Ausbildung als Designer und Computer-Animateur für Filme und war Künstler und Programmierer im Team.
Das Gesicht und der Körper wurden von Langlois als Tonmodelle geformt und entsprechend dem gewünschten Gefühlsausdruck neu modelliert. Das Gesicht erhielt jedes Mal ein neues Netz aus schwarzen Linien mit Kontrollpunkten aufgezeichnet, die für die Animation erforderlich waren.
Für die Software-Entwicklung und interaktive Kreation arbeitete das Team mit dem 3-D interaktiven Grafikprogramm TAARNA und den Mainframe Computern CDC CYBER 835, 855. Der Animationsfilm ist 8 Minuten lang. Ein Bild mit dem Mainframe zu berechnen, dauerte damals fünf Minuten. Ein RASTER TECHNOLOGIES ONE/25S Bildschirm mit einer 24er Karte, die eine Palette von 16 Millionen Farbtönen hatte, war der Arbeitsmonitor. Die Bildauflösung des Monitors betrug 512 × 512 Punkte. Die Bilder wurden mit einer viermal höheren Auflösung berechnet, sodass kein Treppenstufeneffekt entstand. Zur Umwandlung des Gesichtes und des Körpers von analog zu digital wurde ein GRADICON Digitizer verwendet. Für die Probe- und Filmaufnahmen wurde eine BOLEX 16 mm und eine ANIMATION OXBERRY 35 mm Kamera eingesetzt.

## Veröffentlichung
Auf der 12. SIGGRAPH Film & Video Show in San Francisco im Juli 1985 wurde der Film von Philippe Bergeron und Pierre Lachapelle zum ersten Mal präsentiert. Bergeron hielt auf der Konferenz den Vortrag Controlling Facial Expressions and Body Movements in the Computer-Generated Animated Short Tony De Peltrie.

## Rezeption
Kritiker und das Publikum waren von dem Film Tony de Peltrie begeistert. Er erhielt weltweit über 20 Auszeichnungen und in Hunderten von Zeitschriften erschienen Berichte. In der Woche nach der Vorführung in San Francisco schloss das Time Magazine einen zweiseitigen Artikel über das Festival mit den Worten:

„But the biggest ovations last week were reserved for Tony de Peltrie. Created by a design team from the University of Montreal, it depicts a once famous musician, tickling the keys and tapping his white leather shoes to the beat of his memories. De Peltrie looks and acts human; his fingers and facial expressions are soft, lifelike and wonderfully appealing.
In creating De Peltrie, the Montreal team may have achieved a breakthrough: a digitized character with whom a human audience can identify.“

„Aber die größten Ovationen der vergangenen Woche erhielt Tony de Peltrie. Erstellt von einem Design-Team von der Universität Montreal, zeigt es einen einst berühmten Musiker, der die Tasten liebkost und mit seinen weißen Lederschuhen im Takt seiner Erinnerungen klopft. De Peltrie sieht aus und verhält sich menschlich; seine Finger und Mimik sind weich, naturgetreu und wunderbar ansprechend.
Mit der Schaffung von De Peltrie hat das Team aus Montreal möglicherweise einen Durchbruch erzielt: ein digitalisierter Charakter, mit dem sich ein menschliches Publikum identifizieren kann.“

## Wirtschaftlicher Erfolg
Typischerweise wird der Erfolg eines Filmes in Dollars bemessen, die von den Besuchern an der Kasse bezahlt werden. Bei dem nicht für den Profit an der Kasse produzierten Film zeigte sich sein Erfolg einige Jahre später. Der Film ist einer der Faktoren, dass Montreal zu einem der weltweiten Zentren der Computerspiel-Industrie wurde.
Der Animationsfilm Tony de Peltrie wurde mit Mainframe Computern erstellt. Es war damals noch sehr aufwändig, da jede Änderung erneut programmiert werden musste. Philippe Bergeron erzählte 2012 in einem Video, wie mühselig und frustrierend diese Arbeit war. Dabei spricht er darüber, dass Daniel Langlois das auch so sah und bereits davon sprach, das ändern zu wollen. Langlois programmierte nach der Fertigstellung des Films deshalb zusammen mit zwei Programmierern ein neues Programm und gründete die Firma Softimage in Montreal, Quebec. Das Programm Softimage|3D und seine weiteren Entwicklungen avancierten in den 1990er-Jahren zu einem Industriestandard.
George Borshukov, zuständig für die Spezialeffekte des Films Matrix, sagte dazu: „Without SOFTIMAGE|3D and mental ray, specifically, those phenomenal bullet time backgrounds just wouldn't have been possible.“ (Übersetzung: „Ohne SOFTIMAGE|3D und Mental Ray, wären speziell jene phänomenalen Bullet Time Hintergründe einfach nicht möglich gewesen.“)
Die Spezialeffekte für Blockbuster wie Jurassic Park oder Matrix und viele weitere Filme wurden damit produziert. Ebenfalls setzten und setzen Hersteller von Computerspielen die Programme von Softimage ein. Für Ubisoft gehörte zu den Gründen, die nordamerikanische Hauptniederlassung 1997 in Montreal zu etablieren, dass Softimage in der Stadt ansässig war und dort Französisch und Englisch gesprochen wird. Ubisoft Montreal startete 1997 mit 50 Mitarbeitern und ist 2015 das weltweit größte Studio zur Entwicklung und Herstellung von Computerspielen. Beschäftigt wurden 2014 bereits über 2.700 Mitarbeiter. Mitte 2015 ist auf gamedevmap eine Liste von 52 kleinen und großen Firmen in Montreal zu finden, die im Bereich PC-Spiele arbeiten. Die Stadt Montreal profitiert seit damals von dem kleinen Animationsfilm Tony de Peltrie des Teams frankophoner Quebecer.

## Auszeichnungen (Auswahl)
Tony de Peltrie gewann mehrere internationale Auszeichnungen und Preise:
- 1985: Special Mention for Technical Innovation, International Film Festival, Kanada.
- 1985: Grand Prize for Animation, Eurographics, Frankreich.
- 1985: First Prize Computer Animation, First Los Angeles Animation Celebration, USA.
- 1985: First Prize OG'85 Supreme Award, On Live International Computer, Animation Film Festival, England.
- 1985: First Prize, SIGGRAPH, International Computer Graphics Association, Video Gala, USA.
- 1986: Prix Pixel-INA, Imagina, Monaco.
- 1997: Scientific and Engineering Award, Academy of Motion Picture Arts and Sciences, USA.